# Czołg zdalnie sterowany
Czołg zdalnie sterowany – rodzaj czołgu specjalnego.
Jest to czołg bezzałogowy, zdalnie kierowany za pomocą radia lub linii przewodowej, przeznaczony głównie do rozpoznania ognia przeciwpancernego, rozpoznania i trałowania pól minowych oraz wytwarzania zasłon dymnych.